# Ángel Pestaña Núñez
Ángel Pestaña Núñez (Santo Tomás de las Ollas, Ponferrada, Castella i Lleó, 14 de febrer de 1886 - Begues, el Baix Llobregat, 11 de desembre de 1937) fou una de les figures més destacades de l'anarcosindicalisme espanyol.
Va nàixer en el si d'una família humil sense haver conegut sa mare i va esdevenir orfe del seu pare essent encara nen, per la qual cosa, essent encara petit, es va veure obligat a guanyar-se la vida. Va treballar en diversos oficis, fins a aprendre finalment la professió de rellotger.

## Els primers anys: activisme durant laRestauració
Als quinze anys és empresonat a Sestao (País Basc) durant tres mesos per unes declaracions espontànies en un míting.
Si Salvador Seguí, el seu mestre, era el prototip del líder carismàtic, Pestaña encarna el tipus místic i auster. Després de viatjar per Espanya, França i el nord d'Àfrica, va fixar la seva residència a Barcelona, on va arribar poc abans de morir Anselmo Lorenzo, que el va acollir al cercle de «Terra i Llibertat». Amb l'esclat de la Primera Guerra Mundial, va adoptar una postura pacifista.
Al Congrés de la CNT de Catalunya, celebrat a Sants (Barcelona), del 28 de juny a l'1 de juliol de 1918, va tenir una actuació destacada. Durant el míting de clausura va proclamar que "Després d'aquest Congrés ja no serà pa el que demanarem, després del fracàs manifest del sistema capitalista; des d'avui reclamarem justícia, reclamarem equitat i, per fi, reclamarem els mitjans de producció i de distribució... No volem negar a ningú el dret a la vida, però no volem tampoc que aquest dret se'ns negui a nosaltres". El Congrés el va designar director de Solidaridad Obrera per unanimitat, des d'on va iniciar una valenta campanya contra el cap de policia Brabo Portillo, a qui va acusar, amb raó, de ser un espia dels alemanys.
El 2 d'abril de 1919, en plena vaga de La Canadenca, Pestaña va ser detingut, alhora que era suspesa l'edició de Solidaritat Obrera. Tot i que en principi havien d'anar Pedro Vallina i l'esperantista Eleuterio Quintanilla, finalment va ser Pestaña qui, el març de 1920 va sortir d'Espanya en representació de la CNT per a assistir a Moscou al II Congrés de la III Internacional i a les sessions preliminars de la Internacional Sindical Roja. Allà, després de veure els problemes lingüístics que hi tenien lloc i que la quantitat de traduccions necessàries no n'eren una solució eficaç, va proposar que cada delegat parlés en la llengua en què se sentís més còmode i que hi hagués només una traducció a la llengua auxiliar internacional: l'esperanto. Es va crear una comissió específica per estudiar el tema, però, tot i el suport explícit d'importants personalitats de l'esperantisme obrer, com el fundador del SAT Eugène Lanti, la proposta es va perdre entre consideracions diverses sense prendre’n cap decisió.
Durant la seva estada a l'URSS, va tenir ocasió de conèixer Lenin, Lev Trotski i Grigori Zinóviev altres dirigents comunistes. Pestaña va ser un dels escassos delegats que es van atrevir a enfrontar-se a la línia imposada pels comunistes. Al seu retorn a Barcelona, va ser detingut immediatament; durant el seu empresonament va redactar un extens informe sobre el seu viatge a la Unió Soviètica. El juny de 1922, a la Conferència de Saragossa, es va aprovar el seu informe.
Com el seu company i mestre Salvador Seguí, Pestaña va condemnar el pistolerisme sorgit a Barcelona a principis de la dècada dels anys vint, distanciant-se del crim i el terror com a mitjans de lluita: "No. En nom de les nostres idees, en nom dels nostres principis, en nom del nostre apostolat, no es pot matar, no s'ha arribat al crim individual. Rebutgem la violència individual quan arriba el vessament de sang". Precisament en aquest context, el 26 d'agost de 1922 va ser objecte d'un atemptat mentre es trobava pronunciant un discurs a Manresa, que va estar a punt de costar-li la vida i que va provocar la indignació de gairebé tot Espanya. L'atemptat contra Pestaña va conduir a la destitució del general Miguel Arlegui i del governador civil de Barcelona Martínez Anido, i va posar fi a la sinistra "Llei de fugues", consistent en l'assassinat legal de sindicalistes. Recuperat del seu atemptat, Pestaña va ser convidat a pronunciar una conferència a l'Ateneu de Barcelona, en la qual va afirmar que "Els sindicalistes actuaran dintre de la llei sempre que la llei els respecti".
Durant la dictadura de Primo de Rivera, Pestaña es va convertir en la figura màxima de la CNT, a causa de l'assassinat de Salvador Seguí, vivint amagat o a la presó. Després de la fundació de la FAI, el 1927, Pestaña va ser, juntament amb Joan Peiró, un dels líders que més fermament es van oposar a l'hegemonia d'aquesta organització específica sobre la CNT.

## La II República espanyola
El juny de 1931, ja proclamada la República, es va desplaçar a Madrid per a assistir al Congrés extraordinari de la CNT, en el qual va llegir l'informe del Comitè Nacional, on exposava:
| «                | El règim capitalista declina. Cal que, encara que acceptem el punt de vista que el règim capitalista declina, convinguem que si la classe treballadora no l'empeny, podrà mantenir-se molt temps. | » |
| — Ángel Pestaña, | |   |

Al seu retorn a Barcelona, l'agost de 1931, va signar el Manifest dels Trenta amb altres militants de la CNT oposats a la AIT, pel que és expulsat de la CNT. A finals de 1932 va decidir fundar, amb un grup de partidaris, el Partit Sindicalista que va marcar una ruptura formal amb l'anarquisme i la seva evolució cap a un sindicalisme polític inspirat en el laborisme anglès: "La constitució del Partit Sindicalista obeeix a la necessitat de recollir en una organització adequada l'acció política derivada de l'acció sindical econòmica... Per això cal insistir afirmant l'existència d'una acció sindical econòmica i d'una acció sindical política". El Partit Sindicalista es va adherir al programa del Front Popular. El febrer de 1936 va ser elegit diputat per Cadis al Congrés dels Diputats. A l'octubre de 1936, ja iniciada la guerra, se'l va nomenar subcomissari general de Guerra, però la seva precària salut el va obligar a retirar-se uns mesos més tard. Durant les sessions de Corts dels dies 1 i 2 d'octubre de 1937 manifestà un suport crític al govern de Negrín.
Per la seva trajectòria, les Corts van aprovar una Llei que concedia a la seua viuda i a la seua filla una pensió de 12.000 pessetes anuals.